# Wout Droste
Wout Droste (* 20. května 1989, Oldenzaal, Nizozemsko) je nizozemský fotbalový obránce, který působí v nizozemském klubu SC Cambuur.

## Klubová kariéra
V Nizozemsku působil v mládežnických týmech klubu FC Twente, odkud odešel na hostování do druholigového Go Ahead Eagles, kam poté v létě 2010 přestoupil. 

V létě 2011 přestoupil do klubu SC Cambuur, se kterým v sezóně 2012/13 vyhrál Eerste Divisie (nizozemská druhá liga) a mohl tak slavit postup do Eredivisie.